# العلاقات التوفالية الهندوراسية
العلاقات التوفالية الهندوراسية هي العلاقات الثنائية التي تجمع بين توفالو وهندوراس.

## مقارنة بين البلدين
هذه مقارنة عامة ومرجعية للدولتين:
| وجه المقارنة                                              | توفالو                         | هندوراس          |
| --------------------------------------------------------- | ------------------------------ | ---------------- |
| المساحة (كم2)                                             | 26                             | 112.49 ألف       |
| عدد السكان (نسمة)                                         | 11.19 ألف                      | 9.27 مليون       |
| الكثافة السكانية (ن./كم²)                                 | 43.04 ألف                      | 82.41            |
| العاصمة                                                   | فونافوتي                       | تيغوسيغالبا      |
| اللغة الرسمية                                             | اللغة التوفالوية، لغة إنجليزية | اللغة الإسبانية  |
| العملة                                                    | دولار توفالو                   | لمبيرة هندوراسية |
| الناتج المحلي الإجمالي (بليون دولار)                      | 39.73 مليون                    | 22.98 مليار      |
| الناتج المحلي الإجمالي (تعادل القوة الشرائية) بليون دولار | 38.93 مليون                    | 41.14 مليار      |
| الناتج المحلي الإجمالي الاسمي للفرد دولار أمريكي          | 3.29 ألف                       | 2.53 ألف         |
| الناتج المحلي الإجمالي للفرد دولار أمريكي                 | 3.77 ألف                       | 4.91 ألف         |
| مؤشر التنمية البشرية                                      |                                | 0.606            |
| رمز المكالمات الدولي                                      | +688                           | +504             |
| رمز الإنترنت                                              | .tv                            | .hn              |
| المنطقة الزمنية                                           | ت ع م+12:00                    | 00               |

## منظمات دولية مشتركة
يشترك البلدان في عضوية مجموعة من المنظمات الدولية، منها:
| علم المنظمة | اسم المنظمة                   | تاريخ انضمام توفالو | تاريخ انضمام هندوراس |
| ----------- | ----------------------------- | ------------------- | -------------------- |
|             | الاتحاد الدولي للاتصالات      | 15 أغسطس 1996       | 27 أكتوبر 1925       |
|             | مؤسسة التنمية الدولية         | 24 يونيو 2010       | 23 ديسمبر 1960       |
|             | يونسكو                        | 21 أكتوبر 1991      | 16 ديسمبر 1947       |
|             | منظمة حظر الأسلحة الكيميائية  | ?                   | ?                    |
|             | الأمم المتحدة                 | 5 سبتمبر 2000       | 17 ديسمبر 1945       |
|             | الاتحاد البريدي العالمي       | ?                   | ?                    |
|             | البنك الدولي للإنشاء والتعمير | 24 يونيو 2010       | 27 ديسمبر 1945       |

## وصلات خارجية
- موقع وزارة الخارجية الهندوراسية